# Wołowiczowce
Wołowiczowce (biał. Валавічоўцы) – wieś na Białorusi, położona w obwodzie grodzieńskim w rejonie grodzieńskim w sielsowiecie podłabieńskim. Równolegle używano nazwy Wołłowiczowce.
W latach 1867–1870 Wołowiczowce należały do i były siedzibą gminy Wołłowiczowce, a w latach 1870-1939 do gminy Balla Wielka, od 1919 w ówczesnym województwie białostockim.
Według Powszechnego Spisu Ludności z 1921 roku Wołowiczowce zamieszkiwane były przez 359 osób, wśród których wszystkie zadeklarowały wyznanie rzymskokatolickie. Jednocześnie wszyscy mieszkańcy ówczesnych Wołowiczowców zadeklarowali polską przynależność narodową.